# Necromania: Trap of Darkness
Necromania: Trap of Darkness — компьютерная игра в жанре стратегии в реальном времени с элементами ролевой игры. Была разработана словацкой студией Darksoft Game Development Studio и издана Strategy First 10 мая 2005 года. В России игра была выпущена компанией Акелла 23 октября 2002 года под названием Некромания: Сила Тьмы.

## Геймплей
Игрок выступает в качестве одного из семи героев Ада, которые одержимы идеей захватить мир. Каждый из героев обладает уникальными способностями, которые используются в схватках с врагами (например вызов пауков или способность превращаться в облако).
В игре присутствуют четыре фэнтезийных мира с многочисленными уровнями. Целью игры является поиск трёх фрагментов для составления ключа, который используется для перехода на следующий уровень.
Если героя игрока убивают, то он респаунится, как и его конкуренты.

## Реакция игровой прессы
- Российский портал игр Absolute Games поставил игре 60 %. Обозреватель отметил интересную задумку, юмор игры и использование RPG элементов. В недостатки была отнесены её однообразность и устаревшая графика. Вердикт: «Если же отставить пустопорожний треп в сторону, выяснится, что перед нами типичный mediocre-проект — с учетом осеннего изобилия не ахти какое достижение. Поиграл денек-другой и забыл навсегда. Хотя многим нынешним играм не удается дотянуть даже до этой отметки»[1].
- Журнал Игромания поставил игре 6 баллов из 10-ти, сделав следующее заключение: «В сумме — тщательно локализованный середнячок для поклонников hack’n’slash в духе Diablo»[2].
- Страна Игр поставила игре 6.5 из 10-ти баллов[3].